# Сферична система координат

Точка P має три декартові й три сферичні координати

Сферичними координатами називають систему координат для відображення геометричних властивостей фігури в трьох вимірах за допомогою задання трьох координат {\displaystyle (r,\;\theta ,\;\varphi )}, де {\displaystyle r} — відстань до початку координат, а {\displaystyle \theta } і {\displaystyle \varphi } — зенітний та азимутальний кути відповідно.

## Поняття зеніту і азимута
Поняття зеніт і азимут широко використовують в астрономії. Взагалі зеніт — це напрямок вертикального підйому над довільно обраним пунктом (точкою спостереження), що належить до так званої фундаментальної площини. За фундаментальну площину в астрономії можуть обирати площину, в якій лежить екватор, площину, в якій лежить горизонт, площину екліптики тощо, що породжує різні системи небесних координат. Азимут — кут між довільно обраним променем фундаментальної площини з початком в точці спостереження та іншим променем цій площині, які мають загальний початок з першим.
На наведеному рисунку сферичної системи координат, фундаментальна площина — це площина xy. Зеніт — якась віддалена точка, що лежить на осі Z і видима з початку координат. Азимут відраховують від осі X до проєкції радіус-вектора r на площину xy. Це пояснює назви кутів, як і те, що сферична система координат може слугувати узагальненням (нехай хоча б і наближеним) безлічі різновидів систем небесних координат.

## Визначення
Три координати {\displaystyle (r,\;\theta ,\;\varphi )} визначені як:
- {\displaystyle r\geqslant 0} — відстань від початку координат до заданої точки {\displaystyle P}.
- {\displaystyle 0\leqslant \theta \leqslant 180^{\circ }} — кут між віссю {\displaystyle Z} і відрізком, що з'єднує початок системи координат і точку {\displaystyle P}.
- {\displaystyle 0\leqslant \varphi \leqslant 360^{\circ }} — кут між віссю {\displaystyle X} і проєкцією відрізку, що з'єднує початок координат з точкою {\displaystyle P}, на площині {\displaystyle XY}.

Кут {\displaystyle \theta } називають зенітним, або полярним, або нормальним, англ. colatitude, а кут {\displaystyle \varphi } — азимутальним.
Кути {\displaystyle \theta } і {\displaystyle \varphi } не мають значення при {\displaystyle r=0}, а {\displaystyle \varphi } не має значення при {\displaystyle \sin(\theta )=0} (тобто при {\displaystyle \theta =0} або {\displaystyle \theta =180^{\circ }}).
Залежно чи незалежно від стандарту (ISO 31-11), існує і така угода щодо позначень, коли замість зенітного кута {\displaystyle \theta }, використовують кут між проєкцією радіус-вектора точки r на площину xy і самим радіус-вектором r, що дорівнює {\displaystyle 90^{\circ }} — {\displaystyle \theta }. Його називають кутом підйому і можуть позначувати тією ж буквою {\displaystyle \theta }.
В цьому випадку він змінюватиметься в межах {\displaystyle -90^{\circ }\leqslant \theta \leqslant 90^{\circ }}.
Тоді кути {\displaystyle \theta } і {\displaystyle \varphi } не мають значення при {\displaystyle r=0}, так само як і в першому випадку, а {\displaystyle \varphi } не має значення при {\displaystyle \sin(\theta )=0}, так само як і в попередньому випадку, (але вже при {\displaystyle \theta =-90^{\circ }} або {\displaystyle \theta =90^{\circ }}).

## Перехід до інших систем координат
- Декартова система координат
  - Від сферичних до декартових:
{\displaystyle {\begin{cases}x=r\cos \varphi \sin \theta ,\\y=r\sin \varphi \sin \theta ,\\z=r\cos \theta .\end{cases}}}
  - Від декартових до сферичних:
{\displaystyle {\begin{cases}r={\sqrt {x^{2}+y^{2}+z^{2}}},\\\theta =\arccos \left({\dfrac {z}{\sqrt {x^{2}+y^{2}+z^{2}}}}\right)=\mathrm {arctg} \left({\dfrac {\sqrt {x^{2}+y^{2}}}{z}}\right),\\\varphi =\mathrm {arctg} \left({\dfrac {y}{x}}\right).\end{cases}}}
    - (тут, звісно, потрібне уточнення для значень {\displaystyle \varphi } поза першим квадрантом; те ж саме для всіх формул з арктангенсом тут і нижче; однак, заміна відповідною формулою з арккосинусом знімає це питання по відношення до координати {\displaystyle \theta }).

  - Модуль якобіана перетворення від сферичних до декартових координат:
{\displaystyle |J|=r^{2}\sin \theta .}
- Циліндрична система координат
  - Від сферичних до циліндричних:
{\displaystyle {\begin{cases}\rho =r\sin \theta ,\\\varphi =\varphi ,\\z=r\cos \theta .\end{cases}}}
  - Від циліндричних до сферичних:
{\displaystyle {\begin{cases}r={\sqrt {\rho ^{2}+z^{2}}},\\\theta =\mathrm {arctg} \left({\dfrac {\rho }{z}}\right),\\\varphi =\varphi .\end{cases}}}
  - Модуль якобіану перетворення від сферичних до циліндричних координат:
{\displaystyle |J|=r.}

## Диференціальні характеристики
Сферичні координати ортогональні, тому метричний тензор набуває діагонального вигляду:
{\displaystyle g_{ij}={\begin{pmatrix}1&0&0\\0&r^{2}&0\\0&0&r^{2}\sin ^{2}\theta \end{pmatrix}},\quad g^{ij}={\begin{pmatrix}1&0&0\\0&{\dfrac {1}{r^{2}}}&0\\0&0&{\dfrac {1}{r^{2}\sin ^{2}\theta }}\end{pmatrix}}}
- {\displaystyle \det(g_{ij})=r^{4}\sin ^{2}\theta .\ }
- Квадрат диференціала довжини дуги:

{\displaystyle ds^{2}=dr^{2}+r^{2}\,d\theta ^{2}+r^{2}\sin ^{2}\theta \,d\varphi ^{2}.}
- Коефіцієнти Ляме:

{\displaystyle H_{r}=1,\quad H_{\theta }=r,\quad H_{\varphi }=r\sin \theta .}
- Символи Крістофеля {\displaystyle \{r,\;\theta ,\;\varphi \}}:

{\displaystyle \Gamma _{22}^{1}=-r,\quad \Gamma _{33}^{1}=-r\sin ^{2}\theta ,}
{\displaystyle \Gamma _{21}^{2}=\Gamma _{12}^{2}=\Gamma _{13}^{3}=\Gamma _{31}^{3}={\frac {1}{r}},}
{\displaystyle \Gamma _{33}^{2}=-\cos \theta \sin \theta ,\quad \Gamma _{23}^{3}=\Gamma _{32}^{3}=-\mathrm {ctg} \,\theta .}
Інші дорівнюють нулю.